# Sigint

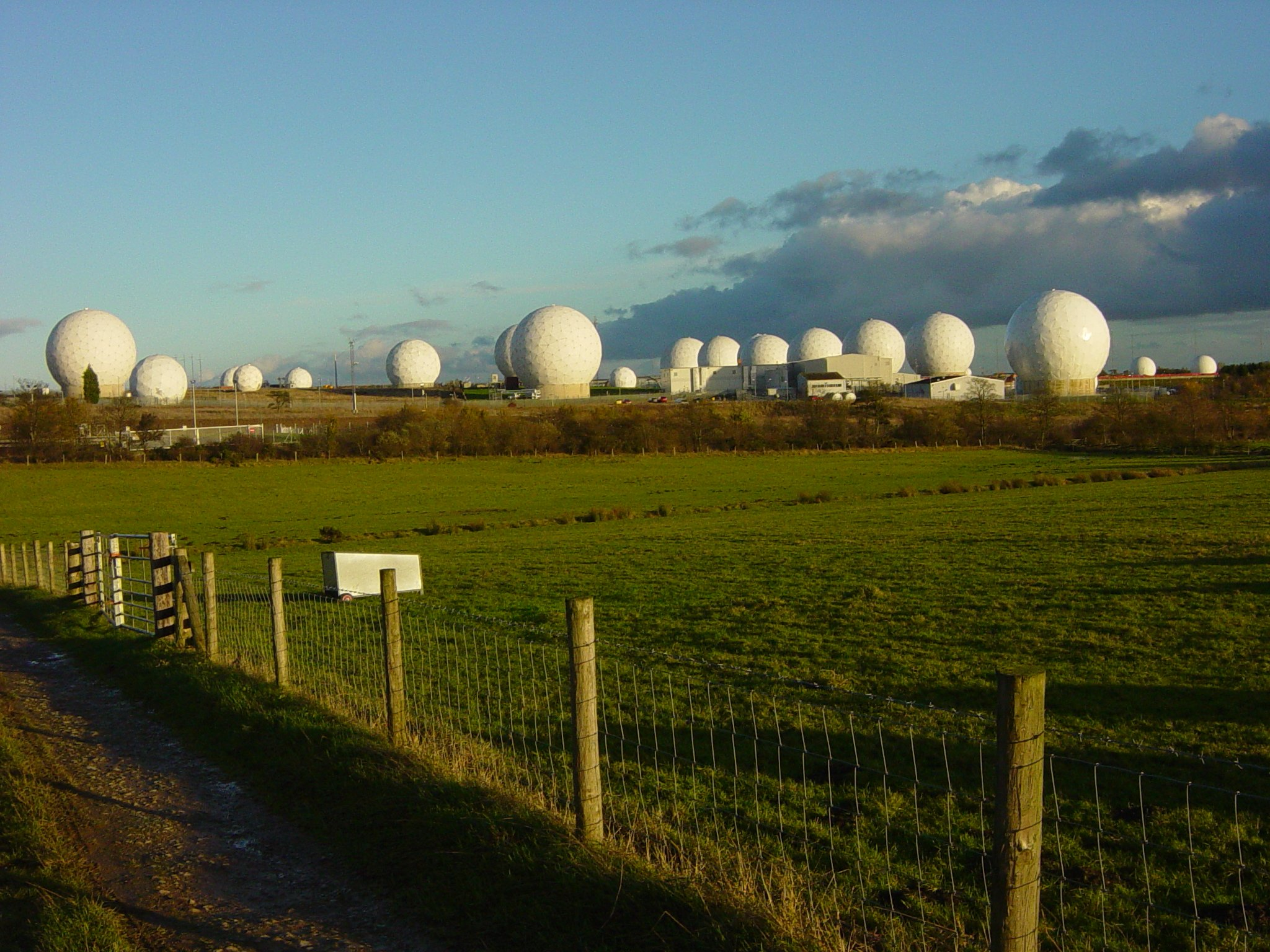
Menwith Hill Station in Engeland, met onder de witte bollen schotelantennes waarmee in het kader van ECHELON satellietverkeer wordt onderschept

Sigint of SIGINT is een samentrekking van signals intelligence en zijn inlichtingen die verzameld worden door het onderscheppen van elektronische signalen. Het is het terrein van de inlichtingendienst waar, vanuit het Nederlands, de Engelse benamingen consequent gebruikt worden. De Nederlandse term voor Sigint is verbindingsinlichtingen.

## Indeling
Signals Intelligence (SIGINT) omvat de volgende soorten interceptie:
- COMINT (Communications Intelligence), waarbij elektronische communicatie tussen mensen onderschept wordt.
- ELINT (Electronics Intelligence), waarbij overige elektronische signalen worden onderschept, bijv. afkomstig van radarsystemen. Hieronder wordt ook wel begrepen:
  - FISINT (Foreign Instrumentation Signals Intelligence), waarbij signalen worden onderschept die worden uitgezonden bij het testen en bedienen van wapensystemen e.d. (telemetrie)

## Historische ontwikkeling

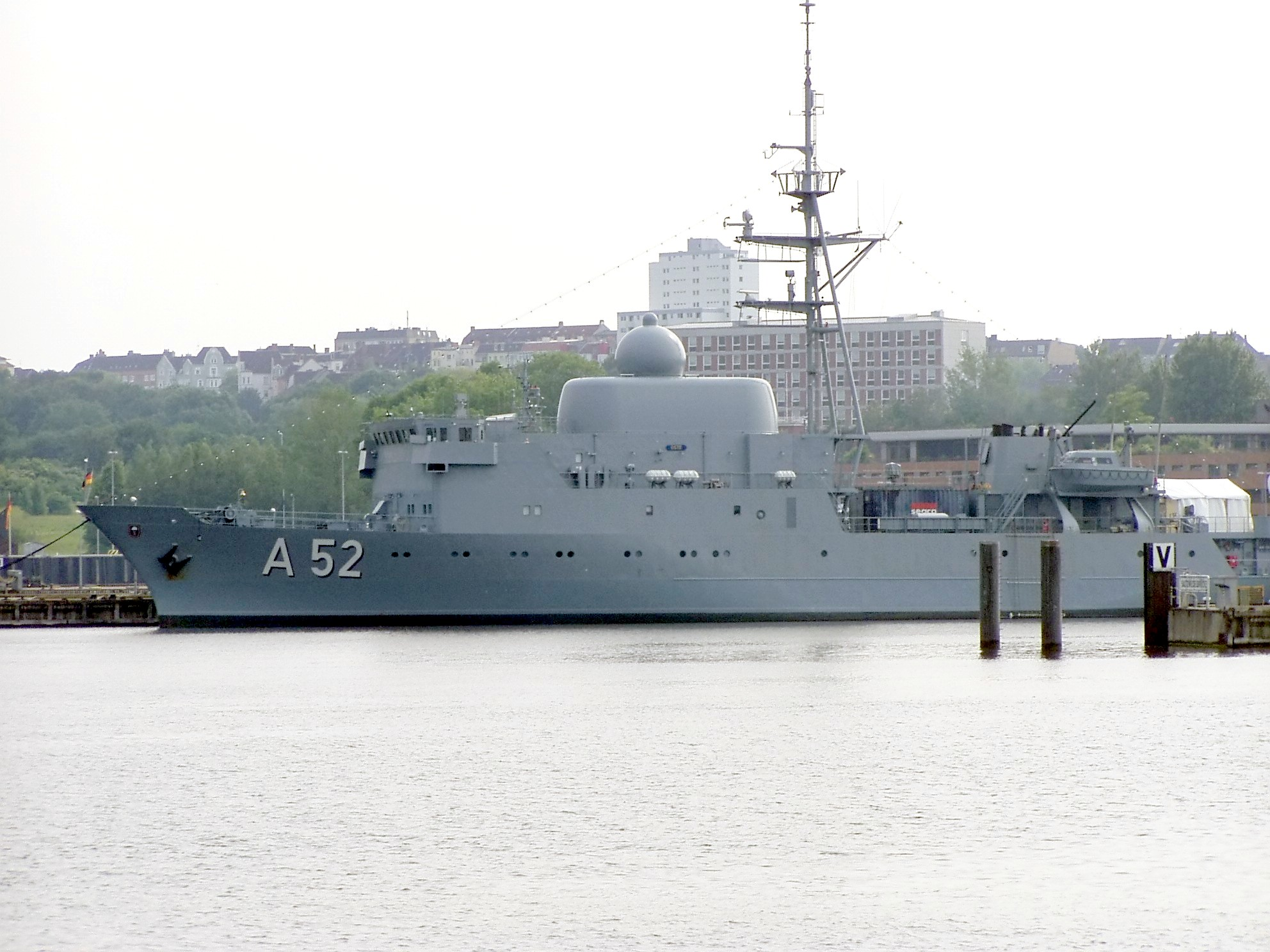
De A52 Oste van de Duitse Marine, een spionageschip voor het onderscheppen van ELINT

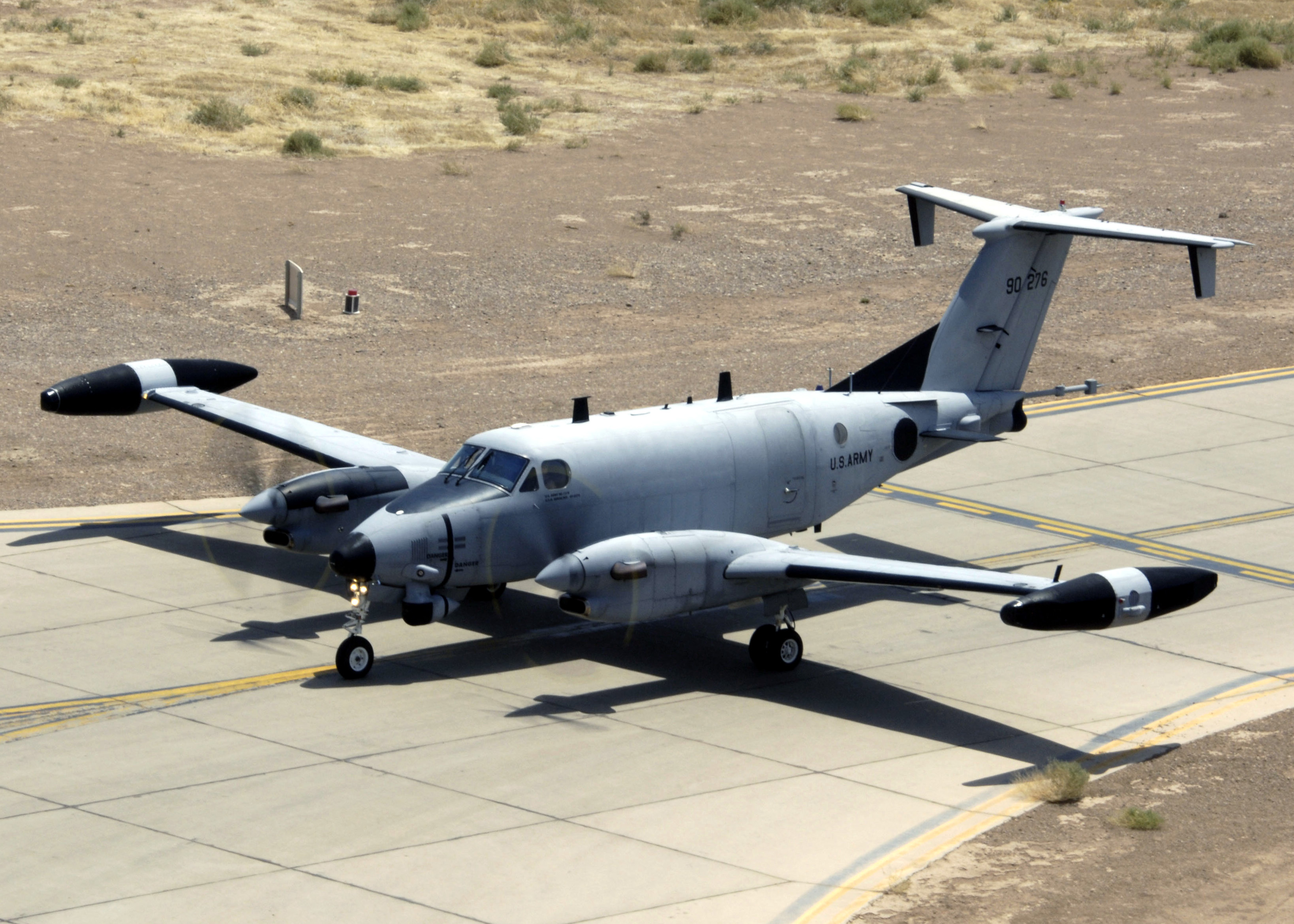
Een Beechcraft RC-12P waarmee de US Army ELINT verzamelt. Vergelijkbare toestellen worden gebruikt voor SIGINT

Met de opkomst van elektromagnetische communicatiemiddelen zoals de telegraaf, de radio en de telefoon begonnen ook geheime diensten deze af te luisteren. Al daarvoor bestonden er afdelingen die zich bezighielden met de onderschepping van briefverkeer en de ontcijfering van versleutelde berichten. Die periode wordt algemeen aangeduid als 'het tijdperk van de zwarte kamers'. 
Telefoonverkeer werd aanvankelijk onderschept door telefoonkabels af te tappen. De straalverbindingen voor binnenlands langeafstandsverkeer kon worden opgevangen met behulp van speciale spionagesatellieten, zoals de Amerikaanse Keyhole-13. Via zulke satellieten, maar ook via spionagevliegtuigen en -schepen, kan ook (militair) radioverkeer van tegenstanders onderschept worden.
Het internationale en intercontinentale telefoonverkeer verliep sinds de jaren 60 hoofdzakelijk via communicatiesatellieten. Inlichtingendiensten gingen ook dat onderscheppen door zelf satellietschotels in de buurt van de commerciële grondstations te plaatsen. De vijf landen van het UKUSA-akkoord (Verenigde Staten, Verenigd Koninkrijk, Canada, Australië en Nieuw-Zeeland) pakten deze satellietinterceptie gezamenlijk aan onder de codenaam ECHELON.
Sinds het begin van de 21e eeuw gaat het intercontinentale communicatieverkeer bijna uitsluitend nog via onderzeese glasvezelkabels, die veel moeilijker af te tappen zijn dan de communicatiesatellieten. Geheime diensten zijn er daarom toe overgegaan het verkeer te onderscheppen op de punten waar deze kabels aan land komen c.q. bij grote telefoon- en internetknooppunten. Dit gebeurt deels in samenwerking met de betreffende telecommunicatiebedrijven. Veel details over hoe de NSA en GCHQ dit aanpakken werd vanaf 2013 onthuld door voormalig NSA-medewerker Edward Snowden.

## Afluisterdiensten

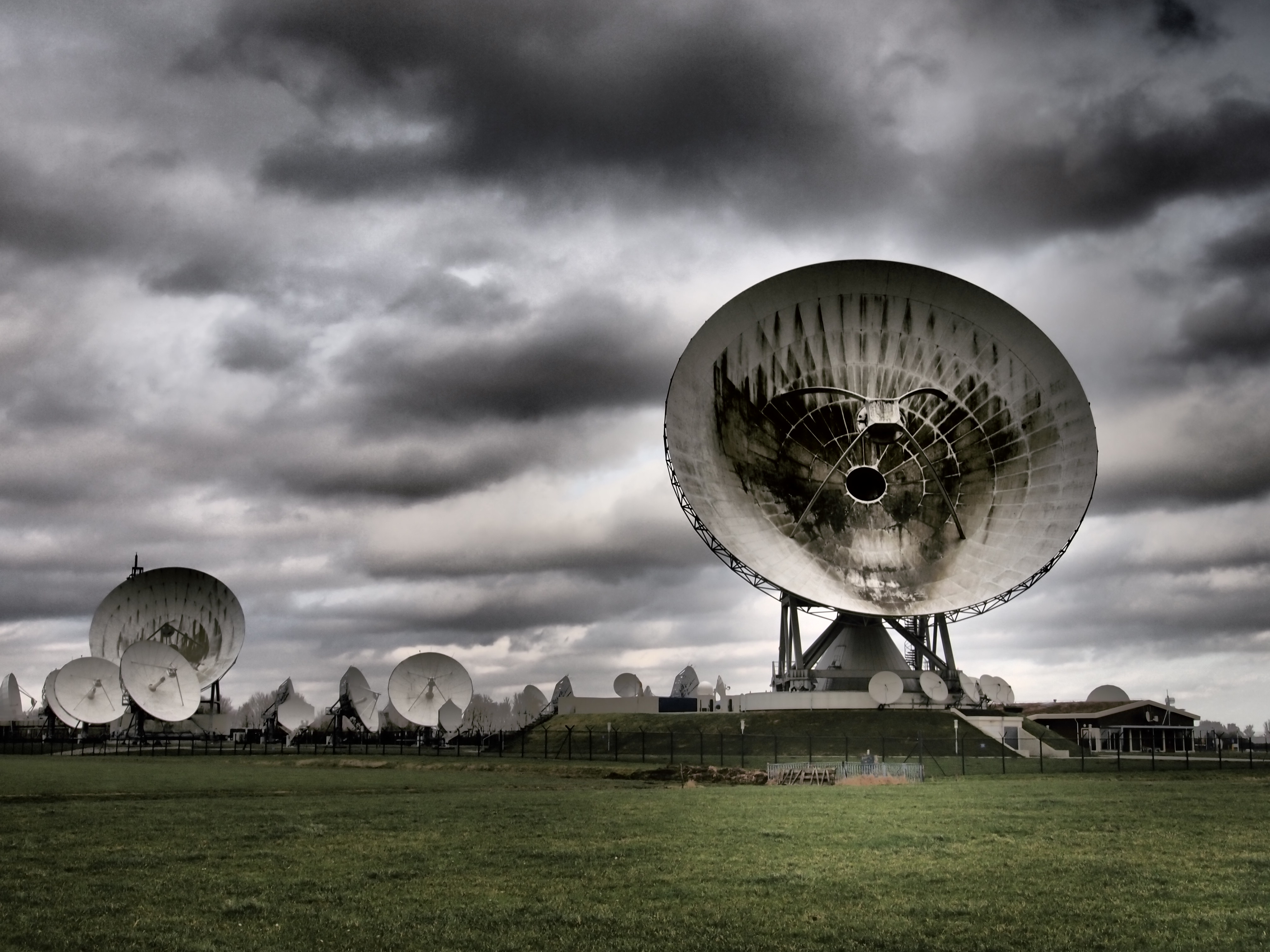
Het Satellietgrondstation (SGS) Burum in Friesland, waar de JSCU namens AIVD en MIVD satellietcommunicatie kan onderscheppen

Diverse landen hebben naast inlichtingen- en veiligheidsdiensten een aparte afluisterdienst voor het verzamelen van SIGINT. Tot de grootste en bekendste behoren de Amerikaanse NSA en het Britse GCHQ. In andere landen wordt SIGINT ook wel verzameld door de militaire of buitenlandse inlichtingendiensten, zoals in Duitsland de BND.
In Nederland wordt SIGINT verzameld door de Joint Sigint Cyber Unit (JSCU), een gezamenlijke unit van AIVD en MIVD en alszodanig opvolger van de Nationale Signals Intelligence Organisatie (NSO). De JSCU beschikt over een satellietgrondstation in Burum, Friesland, en een radio-afluisterpost in Eibergen, Gelderland.